# Mason Bogie

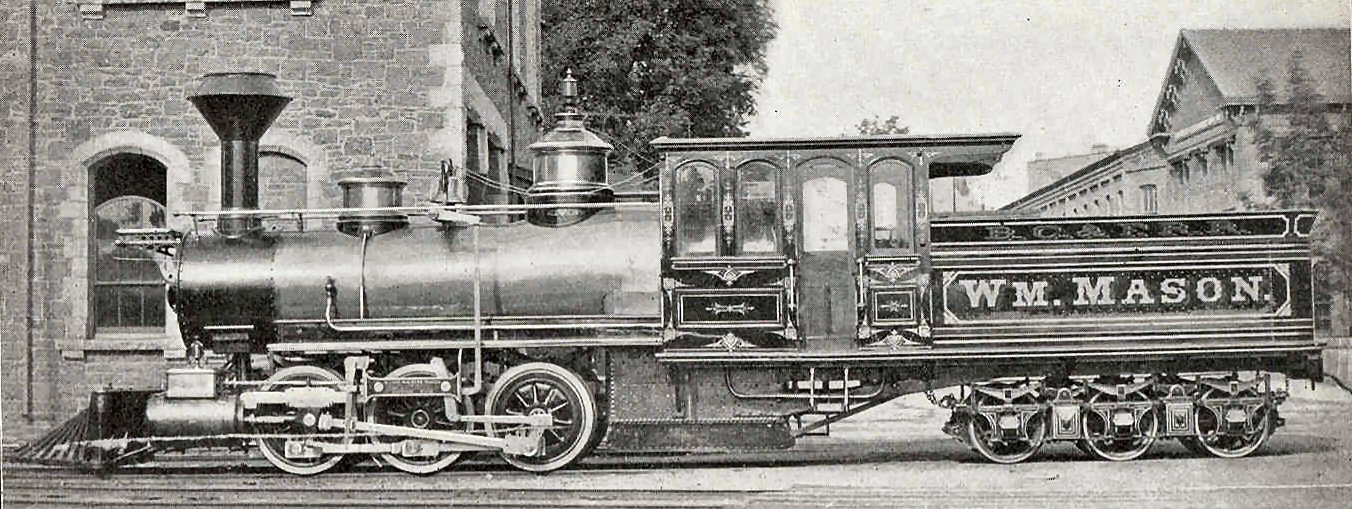
La Wm. Mason, una Mason Bogie 0-6-6 de 1874, la primera locomotora construida en Estados Unidos en usar la distribución Walschaerts. Obsérvese el intrincado trabajo decorativo

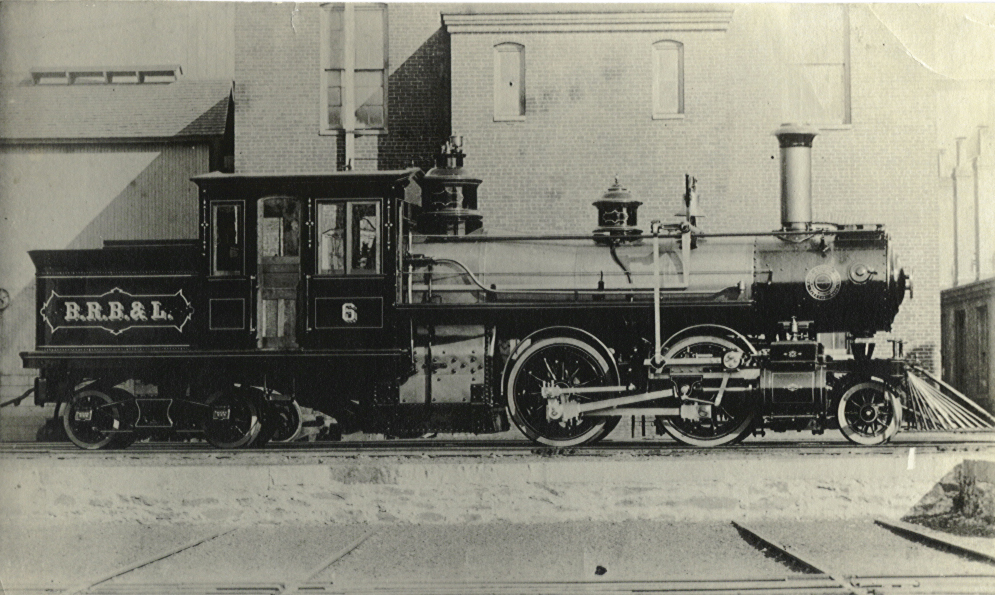
La Boston, Revere Beach & Lynn n.º 6, un producto de la Mason Machine Works de 1886. Es una Mason Bogie 2-4-4. Obsérvese el profundo hogar que permite esta configuración, y la elevada barra de accionamiento (debajo de la campana) con la larga barra de enlace a la distribución

Mason Bogie es el nombre de un tipo de locomotora de vapor articulada, adecuado para circular por curvas cerradas y vías desiguales, que fue muy utilizado en las líneas de ferrocarril de vía estrecha en los Estados Unidos. El diseño es una versión reducida a la mitad de la locomotora doble articulada Fairlie, por lo que a veces es conocida como la "Mason Fairlie".

## Concepto y desarrollo
El licenciatario estadounidense de la locomotora de vapor de patente Fairlie (desarrollada en Escocia por el ingeniero Robert Francis Fairlie (1831-1885)) era la firma de William Mason, ubicada en Taunton (Massachusetts). Se hizo evidente que, a pesar de todas las ventajas de la locomotora Fairlie, sus desventajas las superaban. Mason desarrolló un diseño mejorado, llamado "Mason-Fairlie", o más comúnmente "Mason Bogie" (el término bogie, importado de Inglaterra, no es de uso habitual en los Estados Unidos, donde se utiliza el término "truck"). Locomotoras similares desarrolladas en Inglaterra se conocían como Single Fairlie.
La idea de Mason era eliminar lo que los ferroviarios estadounidenses veían como las mayores desventajas de la Fairlie: su espacio reducido para almacenar combustible y agua, motivado por su diseño con dos extremos simétricos (no muy práctico en los ferrocarriles estadounidenses, donde siempre había suficiente espacio para una plataforma giratoria o un triángulo ferroviario con el fin de cambiar de sentido la máquina); su cabina estrecha debido a las dos calderas unidas; y hasta cierto punto, su mala conducción.
Para ello, eliminó una caldera de la Fairlie doble, manteniendo tan solo el bogie de la parte delantera. Se instaló una cabina mucho más grande, una carbonera y un tanque de agua detrás de la cabina, apoyados sobre un eje trasero. Se mantuvieron las ventajas del diseño Fairlie; el bogie giratorio para mejorar su capacidad de inscribirse en curvas cerradas, y el considerable espacio disponible entre los ejes para situar un gran fogón sin las restricciones causadas por las ruedas.
Sin embargo, la Mason Bogie todavía estaba lastrada por uno de los mayores problemas de la Fairlie: las tuberías articuladas hacían que se perdiera demasiado vapor en su paso hacia los cilindros. Mason finalmente cambió a un esquema diferente, en el que el punto de pivote del bogie se convirtió en una rótula hueca a través de la cual pasaba el vapor vivo hacia los cilindros. 
También desarrolló un sellado deslizante para el escape de desde el soporte del cilindro móvil hacia la caja de humos. Estas mejoras implicaban ocupar un valioso espacio entre las ruedas motrices, lo que obligó a Mason a usar un engranaje de válvula externo, generalmente una distribución del tipo Walschaerts. Además, el eje de la inversión de marcha tenía que montarse encima de la caldera, con un largo enlace elevado que descendía hacia la barra radial, una característica exclusiva del modelo Mason Bogie (esto era necesario porque el enlace elevado se hubiera inclinado hacia un lado mientras el bogie giraba, levantando la varilla radial y modificando la configuración de la válvula de regulación. Alargar el enlace y, por lo tanto, aumentar el radio de su oscilación, minimizaba la magnitud de estas oscilaciones).

## Producción y servicio
Aproximadamente 146 locomotoras Mason Bogie fueron producidas por la firma de William Mason entre 1871 y 1890, cuando la firma construyó su última máquina. Del total, 88 unidades fueron de vía estrecha, y el resto de ancho estándar. Esto fue aproximadamente la mitad de la producción total de locomotoras de la empresa durante este período. Los principales compradores incluyeron el Ferrocarril de Boston, Revere Beach & Lynn, un transportista suburbano que poseía 32 máquinas, el Ferrocarril de Denver, South Park y el Pacífico, un ferrocarril de Colorado que poseía otras 23, y el Ferrocarril de Nueva York y de Manhattan Beach, otra compañía suburbana, que operaba 17 locomotoras de este tipo.
Las locomotoras más conocidas eran las del Ferrocarril de Denver, South Park y del Pacífico, que tenía una serie de grandes máquinas Bogie Mason, en su mayoría de los tipos 2-6-6 y 2-8-6, que tuvieron un gran éxito. Algunas de estas locomotoras se vendieron más tarde al Ferrocarril de Burlington y del Noroeste, una compañía subsidiaria del CB&Q en Iowa. Otro problema con el diseño de Fairlie se hizo patente en Colorado, donde se advirtió la sorprendentemente deficiente capacidad de inscripción del bogie motorizado. Errático y sometido al movimiento de lazo en recta, presentaba más resistencia de la esperable al giro cuando circulaba en curva. Esto se tradujo en un gran desgaste en las ruedas y en los carriles.
El Ferrocarril de Boston, Revere Beach y de Lynn continuó comprando máquinas Mason Bogies incluso después del cierre de la fábrica de William Mason, solicitando locomotoras similares a otros constructores hasta 1914, y operando con ellas hasta la electrificación del tendido ferroviario en 1928.

## Preservación
Al menos una Mason Bogie, denominada Torch Lake, se conserva en el Museo Henry Ford de Dearborn (Míchigan), una máquina de ancho estándar y configuración 0-6-4. Fue construida en 1873 y todavía transporta pasajeros durante los meses de verano.

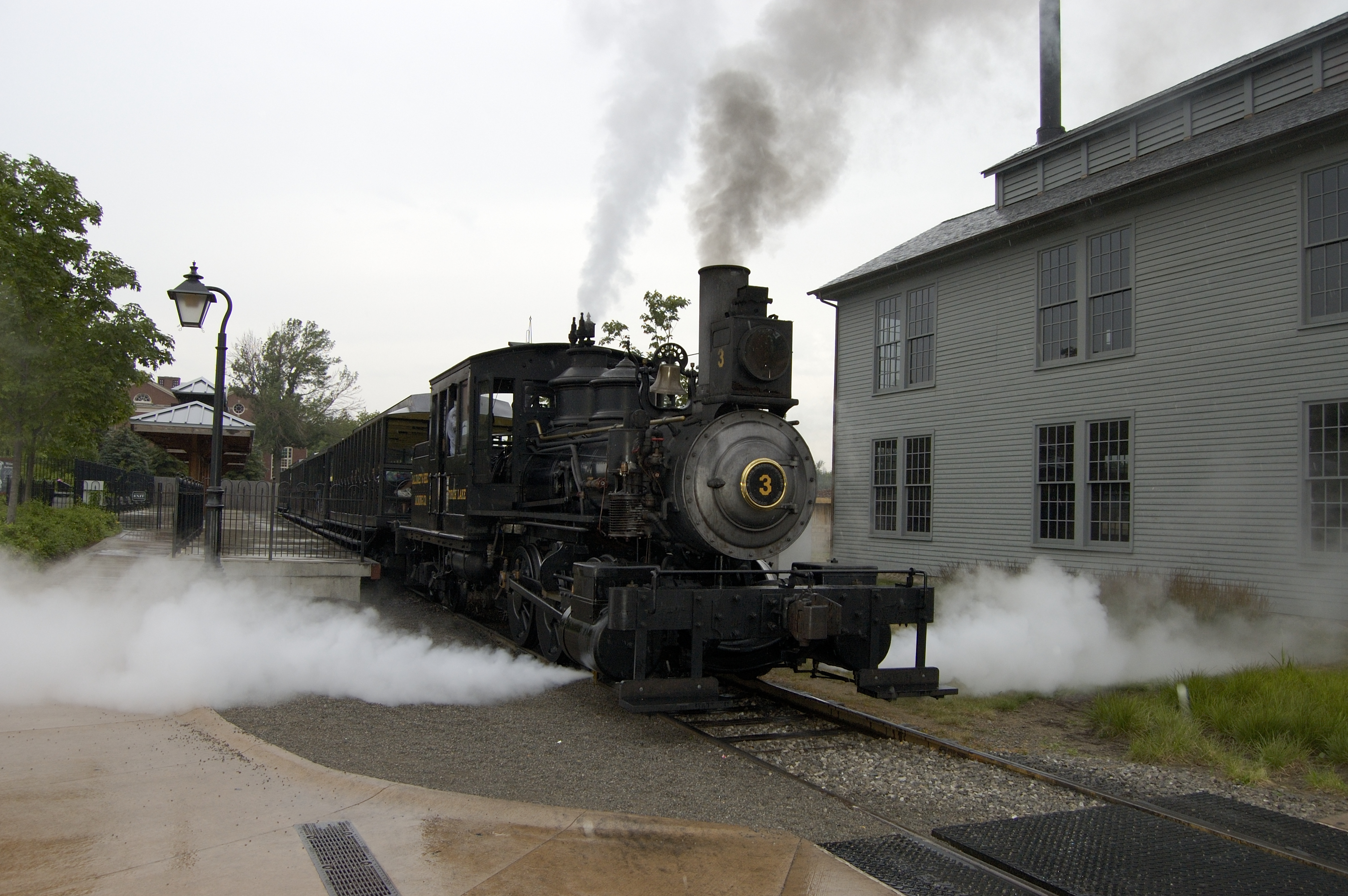
Torch Lake en el Greenfield Village (Museo Henry Ford)

## Diseños similares
Existe otro diseño superficialmente similar a la Mason Bogie, la locomotora Forney. Al igual que la Mason Bogie, la Forney tiene ejes motrices debajo de la caldera y un bogie debajo del fogón trasero, con el depósito de agua detrás de la cabina. Sin embargo, los ejes de las ruedas motrices de la Forney permanecen fijados al bastidor de la máquina, en lugar de disponer de una articulación pivotante como en el caso del diseño de la Mason. Estas máquinas eran bastante frecuentes, particularmente en los ferrocarriles elevados.